# Muro (Spagna)
Muro è un comune spagnolo di 7 144 abitanti situato nell'isola di Maiorca, nella comunità autonoma delle Baleari. È situato sull'isola di Mallorca nella parte centro-nord dell'isola nella parte denominata Pla de Mallorca. Comprende i nuclei abitativi di Muro e la Playa de Muro. 
Proprio in questa zona si trovano le spiagge migliori della costa di levante dell'isola, è possibile passeggiare sia a piedi che in macchina visitando per esempio il Parque Natural S'Albufera.  Interessante in particolare per gli amanti della ornitologia visto che sarà possibile osservare un numero molto elevato di uccelli.

## Feste e festival
- Giorno di Sant Joan Baptista

Il Festival di Sant Joan el Baptista è il festival più importante di Muro. È il primo festival estivo e si svolge nella Plaza Mayor. Sono molti gli eventi che si susseguono durante questo festival; eventi sportivi, concerti, esibizioni di pittura, danza e concerti all'aria aperta, attività per bambini, ecc. Il festival è sponsorizzato dal Comune con l'aiuto di molte associazioni locali.
- Giorno di Sant Francesc de Paula

La Prima domenica dopo la Pasqua, il paese di Muro onora Sant Francesc de Paula. Il festival ha luogo fin dal 1714, anche se le origini sono databili ancora più indietro nel tempo. Il suo fascino tradizionale mescola sacro e profano. Sono molti gli inventi che si succedono in questo festival tradizionale. Non mancano cibi, musica, balli e processioni religiose, così come mercatini d'artigianato, agricoltura e tutto quello che non può mancare in un festival popolare.
- Mercato dei fiori

I fiori parlano il loro linguaggio e aggiungono un tocco per sottolineare ogni significato. Il profumo, il colore e la forma possono esprimere sentimenti ed emozioni e lo faranno nel corso dei giorni di questo festival. Nei mercati è possibile comprare bouquet di qualsiasi tipo di fiori per portare felicità nelle case e nelle strade del paese.